# Liste der Kulturdenkmäler in Rockenhausen
In der Liste der Kulturdenkmäler in Rockenhausen sind alle Kulturdenkmäler der rheinland-pfälzischen Stadt Rockenhausen einschließlich der Stadtteile Dörnbach und Marienthal aufgeführt. Grundlage ist die Denkmalliste des Landes Rheinland-Pfalz (Stand: 27. November 2018).

## Denkmalzonen
| Bezeichnung                    | Lage                            | Baujahr                | Beschreibung | Bild            |
| ------------------------------ | ------------------------------- | ---------------------- | --- | --------------- |
| Denkmalzone Altstadt           | Rockenhausen Lage               | ab dem 16. Jahrhundert | Bebauung vor allem des 18. und der ersten Hälfte des 19. Jahrhunderts innerhalb des spätmittelalterlichen Kerns mit zahlreichen Einzeldenkmälern, darunter städtebauliche Bezugspunkte des öffentlichen Lebens seit dem 16. Jahrhundert (protestantische Pfarrkirche, Schloss) sowie ortsübliche Hofanlagen (insbesondere Streckhöfe und Einfirsthäuser) | Fotos hochladen |
| Denkmalzone Jüdischer Friedhof | Rockenhausen, Mühlackerweg Lage | 1912                   | 1912 angelegt, bis 1939 belegt, circa 25 Grabsteine | Fotos hochladen |

## Einzeldenkmäler
| Bezeichnung                           | Lage                                                                   | Baujahr                              | Beschreibung | Bild                           |
| ------------------------------------- | ---------------------------------------------------------------------- | ------------------------------------ | --- | ------------------------------ |
| Kriegerdenkmal                        | Rockenhausen, Alleestraße Lage                                         | 1899                                 | Kriegerdenkmal 1870/71, adlerbekrönter Obelisk, 1899 | Fotos hochladen                |
| Spolien                               | Rockenhausen, Bahnhofstraße, an Nr. 1 Lage                             | 1784                                 | Spolien (Schlussstein) des um 1823 abgebrochenen Untertores, Steintafel, bezeichnet 1784 | Fotos hochladen                |
| Katholisches Pfarrhaus                | Rockenhausen, Bahnhofstraße 2 Lage                                     | 1898                                 | ehemaliges katholisches Pfarrhaus; repräsentativer barockisierender Klinkerbau, Treppenhausrisalit, Mansardwalmdach, 1898, Architekt wohl Jacob Hoerner, Kirchheimbolanden                                                                 | BW                             |
| Postamt                               | Rockenhausen, Bahnhofstraße 3a Lage                                    | 1926                                 | Dreiflügelanlage; Walmdachbau, bezeichnet 1926, Architekt Heinrich Müller und weitere | Fotos hochladen                |
| Verbandsgemeindeverwaltung            | Rockenhausen, Bezirksamtsstraße 7 Lage                                 | 1901                                 | ehemaliges Bezirksamt, heute Verbandsgemeindeverwaltung; dreigeschossiger neubarocker Sandsteinquaderbau mit Mansardwalmdach, 1901, Architekt Joseph Rottler, Kaiserslautern                                                               | Fotos hochladen                |
| Nordpfälzer Heimatmuseum              | Rockenhausen, Bezirksamtsstraße 8 Lage                                 | 1925                                 | zweieinhalbgeschossiger Walmdachbau, spätklassizistisch geprägter Heimatstil, 1925, Architekt Peter Arnold, Rockenhausen | Fotos hochladen                |
| Brunnen                               | Rockenhausen, Bezirksamtsstraße, vor Nr. 8 Lage                        |                                      | spätrömischer Laufbrunnen | Fotos hochladen                |
| Wohnhaus                              | Rockenhausen, Gutenbrunnenstraße 8 Lage                                | 1898                                 | eineinhalbgeschossiger historisierender Putzbau, 1898 | BW                             |
| Wohnhaus                              | Rockenhausen, Krankenhausstraße 1 Lage                                 | 1913                                 | eingeschossige Putzbau, Mansarddach mit Krüppel- und Fußwalmen, Heimatstil, 1913, Architekt Peter Seeberger, Rockenhausen | BW                             |
| Wohnhaus                              | Rockenhausen, Krankenhausstraße 3 Lage                                 | 1914/15                              | villenartiger Krüppelwalmdachbau, Heimatstil, 1914/15, Architekt Peter Arnold, Rockenhausen | BW                             |
| Wohnhaus                              | Rockenhausen, Krankenhausstraße 4/6 Lage                               | 1904                                 | Doppelwohnhaus, teilweise Fachwerk, auf bewegtem Grundriss, 1904, Architekt Peter Seeberger; ortsbildprägend | BW                             |
| Relief                                | Rockenhausen, Krankenhausstraße, an Nr. 9 Lage                         | 1927                                 | Relief über dem Portal, Gussstein, bezeichnet 1927 | BW                             |
| Kriegerdenkmal                        | Rockenhausen, Krankenhausstraße, vor Nr. 9 Lage                        | 1924                                 | Kriegerdenkmal für die Kriegsteilnehmer der Vereinigten Turnerschaft Rockenhausen im Ersten Weltkrieg; reliefierter, kugelbekrönter Sandsteinpfeiler, 1924                                                                                 | BW                             |
| Grabmäler                             | Rockenhausen, Kreuznacher Straße/Friedhofstraße, auf dem Friedhof Lage | ab 1874                              | Friedhof 1874 angelegt, um 1938 und seit 1972 erweitert; acht spätbarocke Grabsteine; dreiteiliges Grabmal Familie Blaum, um 1911; Gruftkapelle der Familien Grill und Lotz, 1911–13 von Peter Arnold, Rockenhausen, Gruft bezeichnet 1874 | weitere Bilder Fotos hochladen |
| Katholisches Pfarrhaus                | Rockenhausen, Kreuznacher Straße 31a Lage                              | 1915/16                              | stattlicher Walmdachbau, Heimatstil, 1915/16, Architekt Rudolf von Perignon; Christus-Bronzefigur, um 1935, WMF | weitere Bilder Fotos hochladen |
| Katholische Pfarrkirche St. Sebastian | Rockenhausen, Kreuznacher Straße 32 Lage                               | 1915–17                              | dreischiffige Sandsteinquader-Basilika, jugendstilgeprägter Heimatstil, 1915–17, Architekt Rudolf von Perignon; mit Ausstattung; Steinkreuz, bezeichnet 1948                                                                               | weitere Bilder Fotos hochladen |
| Wohnhaus                              | Rockenhausen, Kreuznacher Straße 35 Lage                               | 1897                                 | späthistoristischer Sandsteinquaderbau mit Kniestock, 1897; ortsbildprägend | Fotos hochladen                |
| Amtsgericht                           | Rockenhausen, Kreuznacher Straße 37 Lage                               | 1900                                 | neubarocker Sandsteinquaderbau mit Mansardwalmdach, bezeichnet 1900, Architekt Theodor Bente, Kaiserslautern; straßenbildprägend | Fotos hochladen                |
| Wohnhäuser                            | Rockenhausen, Luitpoldstraße 2/2a Lage                                 | 18. Jahrhundert                      | zwei unter gemeinsamem abgewalmten Mansarddach zusammengefasste Wohnhäuser mit Fachwerkobergeschossen (Nr. 2 verputzt), 18. Jahrhundert, Ladendurchbrüche des 20. Jahrhunderts                                                             | BW                             |
| Wohn- und Geschäftshaus               | Rockenhausen, Luitpoldstraße 3 Lage                                    | 17. Jahrhundert                      | Wohn- und Geschäftshaus;Krüppelwalmdachbau, teilweise Fachwerk, 17. Jahrhundert | BW                             |
| Wohn- und Geschäftshaus               | Rockenhausen, Luitpoldstraße 7a Lage                                   | Mitte des 19. Jahrhunderts           | stattlicher klassizistischer Sandsteinquaderbau mit abgewalmtem Mansarddach, Mitte des 19. Jahrhunderts; Ladeneinbau, 20. Jahrhundert | Fotos hochladen                |
| Wohn- und Geschäftshaus               | Rockenhausen, Luitpoldstraße 10 Lage                                   | 1696                                 | barockes Fachwerkhaus, bezeichnet 1696; im Innern hölzerne Wendeltreppe | Fotos hochladen                |
| Wohn- und Geschäftshaus               | Rockenhausen, Luitpoldstraße 11 Lage                                   | 18. Jahrhundert                      | stattliches barockes Eckwohnhaus, teilweise Fachwerk, 18. Jahrhundert; ortsbildprägend | Fotos hochladen                |
| Wohn- und Geschäftshaus               | Rockenhausen, Luitpoldstraße 20 Lage                                   | 18. Jahrhundert                      | barocker Walmdachbau, teilweise Fachwerk, 18. Jahrhundert | Fotos hochladen                |
| Wohn- und Geschäftshaus               | Rockenhausen, Marktplatz 1 Lage                                        | 1737                                 | barocker Mansarddachbau mit Zierfachwerk, bezeichnet 1737; Ladeneinbau aus dem 20. Jahrhundert | Fotos hochladen                |
| Protestantische Pfarrkirche           | Rockenhausen, Marktplatz 2 Lage                                        | 1780–84                              | mittelalterlicher Turm mit barocker Haube, spätbarocker Saalbau, 1780–84, Architekt Franz Wilhelm Rabaliatti; mit Ausstattung, Orgel, 1788, von Philipp Christian Schmidt, Rockenhausen                                                    | weitere Bilder Fotos hochladen |
| Kahnweilerhaus                        | Rockenhausen, Marktplatz 7 Lage                                        | 18. Jahrhundert                      | barockes Eckwohnhaus, teilweise Fachwerk, Krüppelwalmdach, 18. Jahrhundert; straßenbildprägend | Fotos hochladen                |
| Gerberei                              | Rockenhausen, Mühlweg 2 Lage                                           | 1828                                 | ehemalige Gerberei; klassizistischer Krüppelwalmdachbau, teilweise Fachwerk, bezeichnet 1828 | BW                             |
| Stadthaus                             | Rockenhausen, Parkstraße 1 Lage                                        | 1848/49                              | ehemaliges Rathaus (Bürgermeisteramt); spätklassizistischer Walmdachbau, 1848/49; ortsbildprägend | Fotos hochladen                |
| Wohnhaus                              | Rockenhausen, Schloßstraße 1 Lage                                      | um 1700                              | barockes Eckwohnhaus, teilweise Fachwerk, um 1700; ortsbildprägend | Fotos hochladen                |
| Schloss Rockenhausen                  | Rockenhausen, Schloßstraße 8 Lage                                      | 1713                                 | ehemaliges Schloss, 1713 (dendrodatiert) oder 1738, Reparaturen 1775 und 1779; Rundturm, 16. Jahrhundert; barockes Hauptgebäude, kubischer Walmdachbau, 1713/38; Spolie des Untertors, 18. Jahrhundert                                     | Fotos hochladen                |
| Pfälzisches Turmuhrenmuseum           | Rockenhausen, Schloßstraße 10 Lage                                     | 18. Jahrhundert                      | ehemaliges Wohnhaus, heute Uhrenstube und Pfälzisches Turmuhrenmuseum; teilweise Fachwerk, 18. Jahrhundert, bezeichnet 1825 (wohl Umbau), ehemalige Scheune                                                                                | Fotos hochladen                |
| Wohnhaus                              | Rockenhausen, Schloßstraße 11 Lage                                     | 1832                                 | Wohnhaus, bezeichnet 1832, im Kern eventuell älter; straßenbildprägend mit Schloßstraße 10 und Marktplatz 7 | Fotos hochladen                |
| Wohnhaus                              | Rockenhausen, Schulstraße 4 Lage                                       |                                      | Wohnhaus | BW                             |
| Relief                                | Rockenhausen, Schulstraße, an Nr. 16 Lage                              | 1719                                 | barockes Sandsteinrelief, bezeichnet 1719 | Fotos hochladen                |
| Wohnhaus                              | Rockenhausen, Schulstraße 19 Lage                                      | 17. Jahrhundert                      | barockes Wohnhaus mit Walmdach, Zierfachwerk, wohl noch aus dem 17. Jahrhundert | Fotos hochladen                |
| Hofanlage                             | Rockenhausen, Speyerstraße 12 Lage                                     | 1853                                 | Langscheune, Bruchsteinbau mit Krüppelwalmdach, 1853; Wohnhaus bezeichnet 1873 | BW                             |
| Relief                                | Rockenhausen, Waldbergstraße, an Nr. 9 Lage                            | 18. Jahrhundert                      | barockes Sandsteinrelief, wohl aus dem 18. Jahrhundert | BW                             |
| Relief                                | Rockenhausen, Waldbergstraße, an Nr. 24 Lage                           | um 1720                              | barockes Sandsteinrelief, um 1720 | Fotos hochladen                |
| Hofanlage                             | Dörnbach, Hauptstraße 44 Lage                                          | drittes Viertel des 19. Jahrhunderts | großflächiger Dreiseithof, drittes Viertel des 19. Jahrhunderts; straßenbildprägend | BW                             |
| Hofanlage                             | Dörnbach, Hauptstraße 46 Lage                                          | drittes Viertel des 19. Jahrhunderts | großflächiger Dreiseithof, drittes Viertel des 19. Jahrhunderts; straßenbildprägend | BW                             |
| Hofanlage                             | Dörnbach, Hügelstraße 2 Lage                                           | Anfang des 18. Jahrhunderts          | Streckhof; Wohnhaus, teilweise Fachwerk, Anfang des 18. Jahrhunderts, Bruchsteinscheune bezeichnet 1808, Kellergebäude um 1880, Gärten; bauliche Gesamtanlage                                                                              | BW                             |
| Wegekreuz                             | Dörnbach, westlich des Ortes; Distrikt Im Eichler Wald Lage            | 1522                                 | Steinkreuz, bezeichnet 1522 | Fotos hochladen                |
| Synagoge                              | Marienthal, Amtsstraße 1 Lage                                          | 1827                                 | ehemalige Synagoge; bescheidener nachbarocker Krüppelwalmdachbau mit Fachwerkgiebeln, 1827, seit 1912 Scheune | Fotos hochladen                |
| Protestantische Pfarrkirche           | Marienthal, Rockenhauser Straße 24 Lage                                | 1848–50                              | historisierender Saalbau mit hochgotischen Spolien, 1848–50, Architekt wohl Ludwig Hagemann, Speyer; mit Ausstattung; zwei Renaissance-Grabmäler                                                                                           | weitere Bilder Fotos hochladen |
| Strebepfeiler                         | Marienthal, Rockenhauser Straße, an Nr. 26 Lage                        |                                      | südwestlicher Strebepfeiler der hochgotischen Klosterkirche | Fotos hochladen                |